# Thorvald Stoltenberg

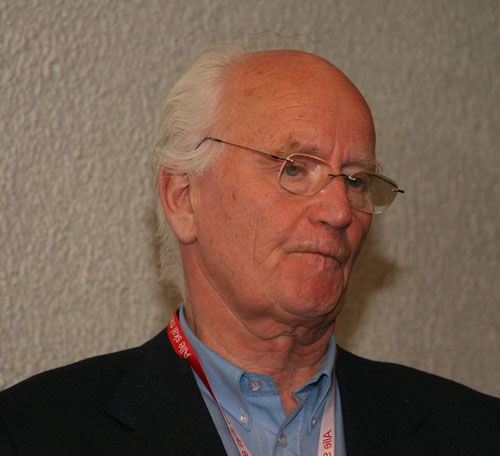
Thorvald Stoltenberg

Thorvald Stoltenberg (Oslo, 8 juli 1931 – aldaar, 13 juli 2018) was een Noors socialistisch politicus. Hij diende als minister van Defensie van 1979 tot 1981, en tweemaal als minister van Buitenlandse Zaken (1987-1989 en 1990-1993). In 1989 werd hij ook aangesteld als de Noorse ambassadeur bij de Algemene Vergadering van de Verenigde Naties.
In januari 1990 trad de Zwitser Jean-Pierre Hocké af als hoge commissaris voor de Vluchtelingen, waarop Stoltenberg werd aangewezen als diens opvolger. Hij stopte met dat ambt in november van datzelfde jaar, toen hij als speciale afgezant van de Verenigde Naties naar Joegoslavië werd gezonden.
In 2010 behoorde Stoltenberg, samen met Javier Solana, Felipe González, Romano Prodi, Lionel Jospin en Mary Robinson, tot een groep van 25 oudere politici die de Europese Unie opriepen tot sancties tegen de staat Israël wegens schending van internationaal recht.
Na zijn pensionering werd hij in 2015 op 84-jarige leeftijd gekozen in de gemeenteraad van Oslo. 
Zijn zoon Jens Stoltenberg was tweemaal minister-president van Noorwegen en was van 2014 tot en met 2024 secretaris-generaal van de NAVO.
- Bibsys: 90065972
- Bibliothèque nationale de France: cb14461565v (data)
- Gemeinsame Normdatei: 124409806
- International Standard Name Identifier: 0000 0000 7842 3143
- Library of Congress Control Number: n95045343
- Nationale Bibliotheek van Letland: 000303795
- Système universitaire de documentation: 12463110X
- Virtual International Authority File: 79183976
- WorldCat: E39PBJxWYJJm8BgrhfpVKYjBfq